# Bulbophyllum leontoglossum
Bulbophyllum leontoglossum är en orkidéart som beskrevs av Rudolf Schlechter. Bulbophyllum leontoglossum ingår i släktet Bulbophyllum och familjen orkidéer. Inga underarter finns listade i Catalogue of Life.